# Бені-Аббес

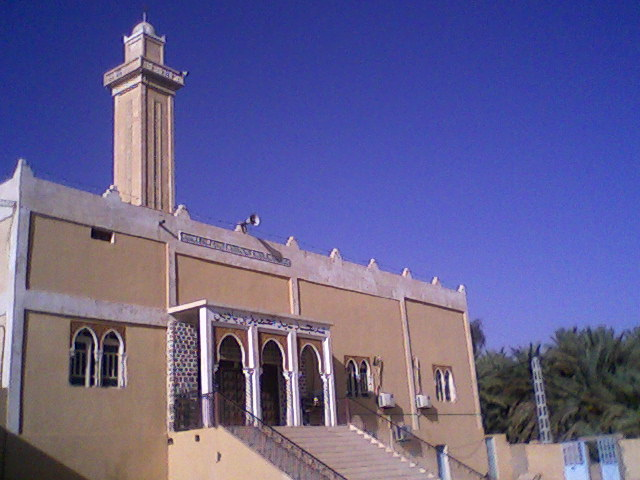
Мечеть у Бені-Аббес

Бені-Аббес (араб. بني عباس) — місто і община у західній частині Алжиру у вілаєті Бешар.

## Назва
Назва Бені-Аббес з арабської мови перекладається як «Діти Аббаса» від назви давнього місцевого племені. Місто має неофіційні назви — Перлина Саури та Біла оаза.

## Характеристика
Місто є столицею округу Бені-Аббес. Площа общини становить близько 10040 км² (3880 квадратних миль). Населення згідно з переписом 2008 року становило 10885 жителів. Жителів Бені-Аббес називають Abbabsa.
Місто складається із семи ксарів (замків), найбільший з них знаходиться в пальмовому гаї в долині річки.

## Географія
Місто знаходиться на відстані 241 км (150 миль) від столиці провінції Бешар і 1200 км (750 миль) від столиці країни міста Алжир.
Бені-Аббес лежить у долині Саура, на лівому березі переривчастої річки Уед-Саура.